# Run for Cover (canción de Sugababes)
«Run for cover» es una canción del grupo británico Sugababes. Siobhan Donaghy, Keisha Buchanan y Mutya Buena escribieron la canción y fue producida por Jony Lipsey, Cameron McVey y Paul Simm para el álbum debut de la banda One Touch (2000). Fue lanzado como el tercer sencillo del álbum el 9 de abril de 2001. El 11 de mayo de 2021, los Sugababes lanzaron una nueva versión de "Run for Cover" con la cantante MNEK.
Alcanzó la posición 13 y vendió más de 70.000 copias en Reino Unido. En Alemania, Australia y Escocia llegó al top 20 en las listas de sencillos.
En 2006, la cantante checa Tereza Kerndlová hizo una versión de la canción como "Zhasis" para su álbum Orchidej.

## Posicionamiento en listas
| Lista (2001)                           | Máxima posición |
| -------------------------------------- | --------------- |
| Alemania (Offizielle Deutsche Charts)  | 28              |
| Australia (ARIA)                       | 36              |
| Australia (ARIA Urban Singles)         | 17              |
| Austria (Ö3 Austria Top 40)            | 38              |
| Escocia (Scottish Singles Sales Chart) | 17              |
| Europa (Eurochart Hot 100)             | 37              |
| Irlanda (IRMA)                         | 35              |
| Nueva Zelanda (Recorded Music NZ)      | 49              |
| Países Bajos (Dutch Top 40)            | 33              |
| Países Bajos (Mega Single Top 100)     | 49              |
| Reino Unido (Official Charts Company)  | 13              |
| Suiza (Schweizer Hitparade)            | 36              |